# Muerte fingida
Una muerte fingida, también llamada pseudocidio, es un  caso en el que un individuo deja pruebas que sugieren que está muerto para engañar a otros. Esto puede hacerse por una variedad de razones, como cobrar de forma fraudulenta el dinero del seguro o evitar ser apresado por las autoridades policiales por cualquier otro crimen.
Las personas que fingen su propia muerte suelen hacerlo simulando ahogamientos, porque proporciona una razón plausible para la ausencia de un cuerpo. Según una teoría, a veces acreditada a un estudio anónimo, hasta un cuarto de los suicidios que se realizan desde el Puente Golden Gate de San Francisco, en el que no se ha encontrado ningún cuerpo, pueden haber sido fingidos.[cita requerida]
Existe una gran cantidad de libros que tratan el tema de cómo fingir la propia muerte, incluido How to Disappear Completely and Never Be Found  (Cómo desaparecer por completo y no ser encontrado jamás).

## Muertes fingidas célebres
- John Stonehouse, un político británico que fingió su propio suicidio por ahogamiento para escapar de dificultades financieras y vivir con su amante. Fue descubierto en Australia (donde la policía al principio pensó que podría tratarse de Lord Lucan) y fue encarcelado.[5][6]
- Lord Timothy Dexter, un excéntrico hombre de negocios de Nueva Inglaterra del siglo XVIII que fingió su propia muerte para ver cómo reaccionaba la gente. Su esposa no derramó ni una lágrima en el velatorio y, como consecuencia, la azotó por no estar lo suficientemente triste a su muerte.[7]
- John Darwin, un exprofesor y funcionario de prisiones de Hartlepool, Inglaterra, fingió su propia muerte el 21 de marzo de 2002. Se fue a hacer piragüismo en el mar y desapareció.[8] Su treta se derrumbó en 2006, cuando una simple búsqueda en Google reveló una foto en la que aparecía él comprando una casa en Panamá.[9]
- Marcus Schrenker, un director financiero de Fishers, Indiana, fue acusado de defraudar a sus clientes e intentó fingir su propia muerte para evitar el proceso.[10][11] Fue capturado siguiendo una persecución multiestatal que duró tres días.[12]
- Samuel Israel III, un gestor estadounidense de fondos de cobertura que se enfrentaba a veinte años en prisión por fraude, dejó su coche y una nota de suicidio en el puente de Bear Mountain en un intento de suicidio fingido en 2008.[13][14] Más tarde, él mismo se entregó a las autoridades. Siempre se sospechó que su suicidio fuera fingido porque, entre otras cosas, un transeúnte declaró que un coche había recogido a alguien en el puente que estaba cerca del coche abandonado de Israel.